# Punta Norte (Isla Vigía)
La punta Norte(51°17′S 59°57′O / -51.283, -59.950) es un cabo que marca el extremo septentrional de la isla Vigía del archipiélago de las Malvinas. Administrativamente pertenece al departamento Islas del Atlántico Sur de la provincia de Tierra del Fuego, Antártida e Islas del Atlántico Sur.
Esta punta se encuentra en al lado occidental de la bahía de la Cruzada y está al sudoeste de la isla Rasa y del islote PequeñoVigía.